# Alex Curescu
Alexandru (Alex) Adrian Curescu (Reșița, 12 maart 1978) is een Nederlands/Roemeense handbalcoach die sinds 2020 CS Universitatea Cluj-Napoca coacht.

## Trainersloopbaan
Na een zware blessure koos Curescu het trainersvak in te gaan. Hij gaf onder meer leiding over verschillende team. Bij de vrouwen Curescu trainer bij Wings, VELO, SEW, VOC, Quintus en bij de mannen, DWS, HARO, Hercules, Hellas, Quintus en Aalsmeer. Hij boekte boekte onder meer succes in 2004-2007 met Wings, dat hij binnen drie jaar van de tweede divisie naar de eredivisie loodste. Zijn grootste prestatie leverde hij bij Aalsmeer, waar hij van 2007- 2009 actief was. In die periode werd de BENE-LIGA gewonnen behaald, het nationale kampioenschap en de Supercup. Het een jaar was hij werkzaam bij VELO vertrok Curescu naar zijn geboorte land Roemenië waar bij coach van CS Universitatea Cluj-Napoca werd. Na een jaar werd Curescu ontslagen bij CS Universitatea Cluj-Napoca